# Умершие в июле 2018 года
Это список известных людей, соответствующих установленным критериям значимости (см. Википедия:Критерии значимости персоналий), умерших в июле 2018 года.
Причина смерти указывается лишь в исключительных случаях (убийство, самоубийство, гибель в результате военных действий, смертная казнь, ДТП или несчастные случаи). В остальных случаях — не указывается.

## 31 июля
- Амадор, Рафаэль (59) — мексиканский футболист, защитник[1].
- Бехмен, Алия (77) — боснийский государственный деятель, премьер-министр Федерации Боснии и Герцеговины (2001—2003)[2].
- Меньшов, Владимир Александрович (84)  — советский производственный деятель, заслуженный работник сельского хозяйства Украины, народный депутат Украины (1990—1994)[3].
- Тветер, Финн (70) — норвежский гребец академического стиля, серебряный призёр летних летних Олимпийских игр в Монреале (1976)[4].
- Теох Сенг Кхон (99) — малайзийский бадминтонист, победитель Кубка Томаса (1949)[5].

## 30 июля
- Горбачёв, Виктор Сергеевич (57) — украинский государственный деятель, депутат Верховной рады Украины (1998—2006)[6].
- Давыдова, Эльмира Мингажевна (78) — советский и российский музыковед[7].
- Делламс, Рон (82) — американский политический деятель, член Палаты представителей США (1971—1998)[8].
- Катышев, Андрей Павлович (88) — советский военно-морской деятель, контр-адмирал (1974), Герой Советского Союза (1979)[9].
- Мирзазаде, Хайям Хады оглы (82) — советский и азербайджанский композитор, профессор, народный артист Азербайджанской ССР[10].
- Моторный, Дмитрий Константинович (90) — советский и украинский новатор сельскохозяйственного производства, председатель колхоза имени Кирова Белозёрского района Херсонской области, дважды Герой Социалистического Труда (1966, 1986), Герой Украины (2002)[11].
- Убитые российские журналисты в ЦАР:
  - Джемаль, Орхан Гейдарович (51) — российский военный журналист, сын Гейдара Джемаля[12].
  - Радченко, Кирилл (33) — российский оператор[12].
  - Расторгуев, Александр Евгеньевич (47) — российский кинорежиссёр-документалист[12].

## 29 июля
- Алексеев, Аркадий Владимирович (71) — советский и российский океанолог, член-корреспондент РАН (1997)[13].
- Аристов, Виталий Васильевич (73) — советский и российский физик-рентгенооптик, член-корреспондент РАН (1997)[14].
- Николай Волков (70) — югославский и американский профессиональный рестлер[15].
- Джеймс, Арсен (73) — cентлюсийский государственный деятель, министр образования и культуры (2006—2011)[16].
- Драгоевич, Оливер (70) — югославский и хорватский певец[17].
- Кузнецова, Наталья Вадимовна (55) — советская и российская актриса театра и кино, выступавшая на сцене Московского театра имени М. Н. Ермоловой (с 1984)[18].
- Лондон, Яков Рувимович (54) — российский журналист, медиаменеджер, лауреат премии ТЭФИ (2002), член Академии Российского телевидения (2001), вице-президент телекомпании «НТН»[19].
- Паршкова, Елена Владимировна (41) — российская гандболистка, чемпионка мира по гандболу (2001), заслуженный мастер спорта России (2001)[20].
- Скофтеруд, Вибеке (38) — норвежская лыжница, чемпионка зимних Олимпийских игр в Ванкувере (2010), двукратная чемпионка мира; несчастный случай[21].
- Станько, Томаш (76) — польский джазмен, трубач-виртуоз и композитор[22].
- Цалай-Якименко, Александра Сергеевна (86) — советский и украинский музыковед. Член Национального союза композиторов Украины.
- Шеховцов, Сергей Алексеевич (56) — российский актёр театра и кино[23].

## 28 июля
- Калашников, Александр Григорьевич (76) — советский и российский баскетбольный тренер, заслуженный тренер России[24].
- Литвинов, Александр Александрович (91) — советский борец, трехкратный чемпион РСФСР и двукратный чемпион первенства СССР по классической борьбе [?].
- Мильштейн, Семён Петрович (58) — российский трубач, руководитель эстрадного оркестра «Данс-ленд» (с 2005), заслуженный артист Российской Федерации (1999)[25].
- Огнянович, Миша (63) — сербский адвокат, защитник Слободана Милошевича в Гаагском трибунале; убит[26].
- Рыбалка, Виталий Викторович (95) — советский военачальник, командующий 73-й воздушной армией (1964—1970), генерал-лейтенант в отставке[27].
- Харитонов, Борис Степанович (83) — советский и украинский актёр. заслуженный артист Украины (1997) [www.kino-teatr.ru/kino/acter/m/sov/34099/bio/].[неавторитетный источник]
- Яцковская, Ольга[пол.] (67) — польская певица и автор песен[28].

## 27 июля
- Абдуллаева, Сиёсатхон (77) — Герой Узбекистана (2008)[29].
- Белявский, Владимир Степанович (77) — советский и белорусский тренер по велоспорту, мастер спорта СССР[30] Архивная копия от 6 августа 2018 на Wayback Machine.
- Войнович, Владимир Николаевич (85) — русский писатель, поэт и драматург, лауреат Государственной премии Российской Федерации (2000)[31].
- Каюмов, Гафур (59) — российский драматург; несчастный случай[32].
- Крамер, Поппи (46) — американская актриса и комик[33].
- Левин, Исидор Геймович (98) — советский и эстонский учёный-фольклорист и культуролог[34].
- Мадемилова, Кулбубу Чортоновна (88) — советская киргизская артистка балета, солистка Киргизского театра оперы и балета (1943—1959), народная артистка Киргизской ССР (1979)[35].
- Насвитис, Альгимантас (90) — советский и литовский архитектор, профессор, министр строительства и урбанистики Литвы (1990—1992), лауреат Государственной премии СССР (1983), брат Витаутаса Насвитиса[36].
- Хашиду, Абубакар (74) — нигерийский государственный деятель, губернатор штата Гомбе (1999—2003)[37].
- Шенталинский, Виталий Александрович (78) — советский и российский писатель, поэт, журналист и правозащитник, педагог, создатель комиссии по творческому наследию репрессированных писателей[38].
- Шундров, Юрий Александрович (62) — советский и украинский хоккейный вратарь и тренер[39].

## 26 июля
- Дель Агила, Альфредо (83) — мексиканский футболист, игрок национальной сборной страны[40].
- Демачи, Адем (82) — косовский писатель и политик, политзаключённый[41].
- Квейнис, Алоизас (56) — литовский шахматист, гроссмейстер (1992)[42].
- Котов, Александр Михайлович (72) — советский и украинский тренер по боксу, заслуженный тренер СССР. заслуженный тренер Украины[43].
- Махкамов, Руфат Гулямович (88) — советский и узбекский учёный в области машиностроения, академик Академии наук Узбекистана (2000)[44].
- Менделевич, Давыд Моисеевич (87) — советский и российский психиатр, доктор медицинских наук, профессор, заслуженный работник высшей школы Российской Федерации[45].
- Мохнач, Александр Михайлович (86) — токарь Новосибирского электровозоремонтного завода Министерства путей сообщения СССР, Герой Социалистического Труда (1981)[46].
- Рамирес, Орландо (75) — чилийский футболист[47].
- Эллис, Мэри (101) — британская военная лётчица, участница Второй мировой войны[48].

## 25 июля
- Балавадзе, Вахтанг Михайлович (91) — советский и грузинский борец вольного стиля, пятикратный чемпион СССР, бронзовый призёр летних Олимпийских игр в Мельбурне (1956), заслуженный мастер спорта СССР (1955)[49].
- Богданов, Анатолий Анатольевич (73) — советский и российский военачальник, заместитель начальника Генерального штаба Вооружённых Сил Российской Федерации (1994—1996), генерал-полковник в отставке[50].
- Веспа, Либер (46) — уругвайский футболист и тренер[51].
- Маркьонне, Серджо (66) — итальянский бизнесмен, директор концерна Fiat-Chrysler[52].
- Нордин, Йеспер (21) — шведский хоккеист[53].
- Пуно, Рикардо (95) — филиппинский государственный деятель, министр юстиции (1979—1984)[54].
- Сепеши, Дьёрдь (96) — венгерский спортивный комментатор[55].
- Уильямс, Патрик (79) — американский композитор, автор музыки к кино- и телефильмам[56].
- Шайн, Герман (Мендель Шингешихт) (96) — узник Освенцима, бежавший из лагеря вместе с Максом Дриммером[57].

## 24 июля
- Аоки, Масанао (87) — японский экономист[58].
- Атанасов, Петр (41) — болгарский альпинист, основатель международного кинофестиваля горных культур в Банско[59].
- Беляев, Игорь Константинович (86) — советский и российский режиссёр и сценарист документальных фильмов, заслуженный деятель искусств Российской Федерации (1997)[60].
- Битколов, Виктор Ахмет-Янович (67) — советский и российский художник[61].
- Визжачёв, Александр Александрович (71) — советский волейболист, тренер[62].
- Гюрчинов, Милан (89) —  македонский славист, литературный критик, теоретик литературы[63].
- Казулли, Винченцо Сильвано (73) — итальянский астроном[64].
- Кузнецов, Юрий Петрович (94) — советский и российский художник и педагог[65].
- Чевелев, Валерий Васильевич (71) — советский и российский художник[66].
- Яковлев, Вениамин Фёдорович (86) — советский и российский государственный деятель, министр юстиции СССР (1989—1990), председатель Высшего арбитражного суда СССР (1990—1991) и Российской Федерации (1992—2005), член-корреспондент РАН (2003), полный кавалер ордена «За заслуги перед Отечеством»[67].

## 23 июля
- Абдурахманов, Гайирбек Магомедович (75) — советский и российский дагестанский эколог, заслуженный деятель науки Российской Федерации (2001)[68].
- Аллен, Мэрион Питтман (92) — американская политическая деятельница, журналистка, сенатор США от Алабамы (1978)[69].
- Балицкий, Виталий Викторович (39) — украинский футболист и тренер («Подолье» Хмельницкий)[70].
- Джуан, Стивен (69) — австралийский антрополог[71].
- Исаков, Александр Николаевич (39) — российский актёр театра и кино, артист Государственного театра киноактёра (2004—2018)[72]
- Карл Грегор Мекленбургский (85) — немецкий аристократ и искусствовед, член Мекленбургского дома[73].
- Комаров, Владимир Дмитриевич (69) — советский и российский конькобежец, участник Олимпийских игр-1972, заслуженный тренер РСФСР (1986), заслуженный работник физической культуры РФ (1999), председатель Федерации конькобежного спорта России (1974—2009)[74].
- Коротеев, Глеб Васильевич (93) — советский звукорежиссёр кино[75].
- Линарте, Сильва (79) — советская и латвийская художница[76].
- Но Хвечхан (61) — южнокорейский политик; самоубийство[77].
- Переяславец, Владимир Иванович (99) — советский и российский живописец, народный художник РСФСР (1980), академик РАХ (2002)[78].
- Соколова, Лидия Сергеевна (82) — советский и российский тренер по самбо, заслуженный тренер РСФСР[79].
- Тонутти, Джузеппе (93) — итальянский политик, депутат Сената Италии[80].
- Ферри, Люси (58) — британская фотомодель; самоубийство[81].
- Халид Саллех (70) — малайзийский актёр и поэт[82].
- Чой Ин Ху (82) — южнокорейский писатель[83].
- Шачко, Оксана (31) — украинская общественная активистка, соосновательница движения Femen; самоубийство[84].
- Юнко, Александра Петровна (65) — молдавская русскоязычная поэтесса и публицист, главный редактор детского журнала «Радуга»[85].

## 22 июля
- Борисенко, Юлия Олеговна (28) — российская и белорусская футболистка, чемпионка России и Белоруссии; утонула[86].
- Махмуд, Фатыма Абдель (73) — суданский политик, один из лидеров Суданского социалистического демократического союза[87].
- Мияко, Тиё (117) — японская долгожительница, старейшая жительница планеты[88].
- Приходько, Владимир Петрович (69) — советский и казахстанский ватерпольный арбитр[89].
- Схаляхо, Абубачир Адышесович (Абу Схаляхо) (89) — советский и российский адыгейский филолог, фольклорист, историк и писатель, лауреат Государственной премии Республики Адыгея[90].
- Хейвенс, Френк (94) — американский гребец-каноист, чемпион летних Олимпийских игр в Хельсинки (1952)[91].
- Элефтериу, Манос (80) — греческий поэт и писатель[92].
- Эгизбаев, Уланбек (28) — журналист киргизского радио, обладатель премии Webby Awards; утонул[93].
- Юшков, Лев Николаевич (67) — российский театральный актёр, артист Первоуральского театра драмы «Вариант» (с 1987), заслуженный артист Российской Федерации (2006)[94].

## 21 июля
- Бураков, Виктор Васильевич (70) — советский и российский следователь, генерал-майор милиции в отставке, участник поимки маньяка и серийного убийцы Андрея Чикатило[95].
- Вендел, Элмари (89) — американская киноактриса[96].
- Голд, Джонатан (57) — американский ресторанный критик, лауреат Пулитцеровской премии (2007)[97].
- Коробова, Галина Григорьевна (80) — советский и российский экономист, доктор экономических наук, профессор, заслуженный работник высшей школы Российской Федерации[98].
- Мацумото, Рю (67) — японский государственный деятель, министр окружающей среды Японии (2010—2011)[99].
- Толедо, Воутер (74) — фигурист из Нидерландов, участник зимних Олимпийских игр 1964 года[100].
- Хан, Энни Али (38) — пакистанская фотомодель, журналистка и писательница; самоубийство[101].

## 20 июля
- Вестерталер, Кристоф (53) — австрийский футболист, игрок национальной сборной[102].
- Высоцкая, Иза Константиновна (81) — советская и российская театральная актриса, артистка Нижнетагильского театра драмы, народная артистка Российской Федерации (2005), первая жена Владимира Высоцкого[103].
- Дмитриев, Валерий Александрович (72) — советский и российский поэт и бард[104].
- Рассветалов, Леонид Александрович (77) — советский и российский радиоинженер, доктор технических наук, профессор, заслуженный работник высшей школы Российской Федерации[105].
- Рейзен, Татьяна Марковна (88) — советский российский переводчик фильмов и текстов, дочь Марка Рейзена[106].
- Семёнов, Владлен Трофимович (78) — советский и украинский архитектор, заслуженный архитектор Украинской ССР (1990), лауреат Государственной премии Украины в области архитектуры (1999), академик Украинской академии архитектуры (1992), главный архитектор Харькова (1982—1994).
- Спивак, Мария Викторовна (55) — российская литературная переводчица[107].
- Хук, Джефф (89) — австралийский художник-мультипликатор и иллюстратор[108].
- Шильхер, Хайнц (71) — австрийский футболист, двукратный обладатель Кубка европейских чемпионов (1972, 1973) в составе голландского «Аякса»[109].

## 19 июля
- Савостиков, Иван Иванович (76) — советский и белорусский футболист и тренер («Динамо» Минск), мастер спорта СССР, заслуженный тренер Белорусской ССР[110].
- Тен, Денис Юрьевич (25) — казахстанский фигурист, бронзовый призёр Олимпийских игр 2014 года в Сочи; убийство[111].
- Фусканьи, Нино (80) — итальянский актёр[112].
- Хасимото, Синобу (100) — японский сценарист, режиссёр, продюсер, соавтор режиссёра Акиры Куросавы[113].
- Шнепп, Джон (51) — американский деятель музыкальной и киноиндустрии[114].

## 18 июля
- Кумашов, Владимир Алексеевич (67) — советский и российский художник[115].
- Лобычев, Александр Михайлович (60) — российский филолог, галерист, искусствовед и арт-критик[116].
- Нанн, Морис (79) — британский автогонщик, инженер, конструктор и руководитель команд[117].
- Пропп, Михаил Владимирович (81) — советский и российский биолог, специалист в области морской экологии и гидробиологии, научный сотрудник Дальневосточного института биологии моря, участник подводных погружений во всех океанах мира, доктор биологических наук, профессор, заслуженный деятель науки Российской Федерации (1999)[118].
- Рихтер, Бертон (87) — американский физик, лауреат Нобелевской премии по физике (1976)[119].
- Садчиков, Виктор Михайлович (78) — советский и российский фотожурналист, корреспондент ИТАР-ТАСС по Алтайскому краю[120].

## 17 июля
- Бич, Гари (70) — американский актёр[121]
- Блейк, Ивонн (78) — британская и испанская художница по костюмам кино, лауреат премии «Оскар» за лучший дизайн костюмов (1971)[122].
- Борисов, Анатолий Александрович (85) — советский и российский учёный, доктор физико-математических наук, ведущий научный сотрудник Института химической физики имени Н. Н. Семёнова Российской академии наук, лауреат Государственной премии РФ (2002), Государственной премии СССР и Премии Совета Министров СССР[123].
- Браславский, Игорь Иосифович (59) — российский певец и композитор, артист шоу-группы «Доктор Ватсон», заслуженный артист Российской Федерации (1999)[124].
- Бхадури, Рита (62) — индийская актриса[125].
- Голованов, Александр Дмитриевич (62) — советский и украинский архитектор, главный архитектор Одессы (с 2014)[126].
- Жуковский, Владислав Яковлевич (73) — советский и российский театральный актёр, артист Красноярского театра драмы имени А. С. Пушкина (с 1978), заслуженный артист РСФСР[127].
- Калиниченко, Леонид Андреевич (81) — советский и российский учёный в области информатики[128].
- Ландестой, Буллумба (92) — доминиканский пианист и композитор[129].
- Ненадал, Радослав (88) — чешский писатель и литературный переводчик с английского языка[130].
- Николич, Пантелия (90) — сербский инженер-электротехник, действительный член Сербской академии наук и искусств (2000)[131].
- Стивенс, Дэвид (77) — австралийский сценарист и режиссёр[132][133].
- Ткаченко, Игорь Вячеславович (46) — российский геофизик, ведущий научный сотрудник лаборатории геофизических пограничных слоев СПбФ ИО РАН, доктор технических наук, профессор РАН[134].
- Уайтмор, Хью (82) — британский драматург и сценарист[135][136].

## 16 июля
- Бурда, Вацлав (45) — чешский хоккеист; ДТП[137].
- Гуардия, Хайме (89) — перуанский певец, музыкант и композитор[138].
- Джонс, Робин (64) — американский баскетболист, чемпион НБА (1976/1977)[139].
- Жиру, Франк (62) — французский сценарист комиксов и писатель[140].
- Каруана, Габриэль (89) — мальтийский художник[141].
- Кон, Мария (83) — югославская и хорватская актриса[142].
- Пискун, Ежи (80) — польский баскетболист и тренер[143].
- Сусликов, Михаил Львович (96) — советский и украинский хореограф, руководитель танцевального ансамбля «Юность Закарпатья» (с 1961), народный артист Украины (1999)[144].
- Франк, Ромеро (46) — испанский рок-певец, солист группы Locomia[145].
- Чу Квай Лам (75) — малайзийский футболист, игрок национальной сборной страны[146].

## 15 июля
- Анснес, Ронни Фредерик (29) — норвежский лыжник, призёр этапа Кубка мира[147].
- Бучер-Йохансен, Олаф (91) — норвежский дипломат, посол Норвегии в Советском Союзе (1985—1990)[148].
- Витязев, Вениамин Владимирович (75) — советский и российский астроном, директор Астрономического института им. В. В. Соболева СПбГУ (1994—2007), почётный работник высшего профессионального образования Российской Федерации[149].
- Воронин, Владимир Валентинович (68) — советский и российский оперный певец (тенор) и педагог по вокалу, заслуженный деятель искусств Российской Федерации (2003)[150].
- Данилов, Николай Степанович (73) — советский самбист, чемпион мира[151].
- ДеКлуэ, Тэрил (66) — американский певец (Galactic)[152].
- Мироненко, Геннадий Михайлович (79) — офицер-подводник, начальник Высшего военно-морского инженерного училища имени Ф. Э. Дзержинского, доктор военных наук, профессор, контр-адмирал[153].
- Собринью (Фабиу Криспиньяну ду Насименту) (67) — бразильский эстрадный певец[154].
- Цимбалюк, Евгений Константинович (56) — украинский писатель и журналист[155].
- Шурбек, Драгутин (71) — югославский и хорватский игрок в настольный теннис, двукратный чемпион мира (1979, 1983)[156].
- Эмери, Рэй (35) — канадский хоккейный вратарь; утонул[157].

## 14 июля
- Антанайтис, Вайдотас (89) — литовский политик, народный депутат СССР, член Саюдиса, посол Литвы в ФРГ (1993—1994), руководитель Союза литовского народа (1997—1998)[158].
- Брыкин, Владимир Александрович (64) — советский футболист, полузащитник, игрок спортивного клуба Спартак (Орёл) (1983—1990), российский спортивный деятель[159].
- Буздалов, Иван Николаевич (89) — советский и российский экономист, академик РАСХН (1995—2013), академик РАН (2013)[160].
- Вейгл, Петр (79) — чешский режиссёр театра и кино, сценарист[161].
- Гурираб, Тео-Бен (79) — намибийский государственный деятель, министр иностранных дел (1990—2002), премьер-министр (2002—2005), спикер Национальной ассамблеи Намибии (2005—2015)[162] Архивная копия от 4 мая 2019 на Wayback Machine.
- Дихганс, Криста (78) — немецкая художница[163].
- Казалинуово, Марио (96) — итальянский государственный деятель, министр транспорта Италии (1982—1983)[164].
- Кронбергер, Ханс (74) — австрийский политик, депутат Европейского парламента (1996—2004)[165].
- Тихон (Чижевский) (70) — епископ Украинской православной церкви (Московского патриархата), епископ Ивано-Франковский и Коломыйский (с 2014 года)[166].
- Томас, Рон (67) — американский баскетболист[167].
- Шарипова, Замзагуль Нусипбаевна (87) — советская и казахская актриса театра и кино, педагог[168].
- Ясукайтите, Видманте (70) — советская и литовская писательница[169].

## 13 июля
- Агулеци, Лусик (Лусина Жоржиковна Самвелян) (72) — советская и армянская художница, этнограф и писательница, заслуженный деятель искусств Республики Армения[170].
- Дрэготи, Стэн (85) — американский режиссёр[171].
- Кассарате Тьяпе, Эдуар (68) — ивуарийский военный и политический деятель, генерал национальной жандармерии, посол Кот-д’Ивуара в Сенегале (2011—2017)[172].
- Окай, Атуквей[нем.] (77) — ганский писатель.
- Офицеров, Пётр Юрьевич (43) — российский предприниматель, автор ряда исследований по проблемам и специфике взаимодействия поставщиков с розничными сетями в России, фигурант дела «Кировлеса»[173].
- Сарычев, Виль Георгиевич (93) — советский и российский спортсмен и тренер, мастер спорта СССР по прыжкам на лыжах с трамплина и автомотокроссу[174].
- Сеньоль, Клод (101) — французский писатель[175].
- Столтенберг, Торвальд (87) — норвежский государственный деятель, министр обороны (1979—1981), министр иностранных дел (1987—1989 и 1990—1993), отец генерального секретаря НАТО Йенса Столтенберга[176].
- Ушаков, Александр Владимирович (64) — советский и российский поэт и журналист[177].
- Черенков, Роберт Дмитриевич (81) — советский и российский хоккеист и тренер, основатель и президент Межнациональной хоккейной лиги, главный тренер молодёжной хоккейной сборной СССР, заслуженный тренер СССР[178].
- Эрали Хан (68) — вождь памирских киргизов[179].

## 12 июля
- Амир-Энтезам, Аббас (85) — иранский государственный деятель, заместитель премьер-министра (1979)[180].
- Вердун, Хосе (73) — уругвайский футболист, лучший бомбардир чемпионата Колумбии по футболу (1962, 1963)[181].
- Воскобойников, Иван Моисеевич (92) — советский и российский общественный деятель.
- Коршунова, Зоя Павловна (85) — советский овощевод, Герой Социалистического Труда (1973)[182].
- Марашлиев, Димитр (69) — болгарский футболист, нападающий (ЦСКА София)[183].
- Менса, Джозеф Генри (89) — ганский экономист, министр финансов (1969—1972)[184].
- Нильсон, Аннабелль (49) — британская фотомодель, писательница и телевизионная персона, муза Александра МакКуина[185].
- Новиков, Всеволод Васильевич (66) — российский государственный деятель, генерал-майор, начальник Сочинской таможни, главный федеральный инспектор аппарата представителя Президента России в Южном Федеральном округе по городу Сочи[186].
- Перри, Роджер (85) — американский киноактёр и композитор[187].
- Соверал, Лаура (Мария Лаура ду Соверал Родригеш) (85) — португальская киноактриса[188].
- Волдерс, Роберт (81) — нидерландский актёр, муж актрисы Одри Хепбёрн[189].
- Фернандес Альбор, Херардо (100) — испанский политик, губернатор Галисии (1977—1982)[190].
- Фетисов, Виктор Георгиевич (80) — советский и российский художник-скульптор, народный художник Российской Федерации (1997)[191].
- Чаппелл, Лен (77) — американский баскетболист[192].

## 11 июля
- Афифи, Шейх Абдул Азим (48) — австралийский религиозный деятель египетского происхождения, верховный муфтий Австралии[193].
- Глазар, Вацлав (65) — чешский киноактёр[194].
- Кук, Ален (72) — французский бизнесмен, глава издательской группы Editis Holding[195].
- Лю Чжэньхуа (97) — китайский военный и политический деятель, генерал Народно-освободительной армии Китая, посол КНР в Албании (1971—1976)[196].
- Мазур, Яцек (60) — польский джазовый музыкант[197].
- Мынарж, Войтех (74) — чешский политик, представитель Чехии в Европарламенте[198].
- Рахмонов, Рахматулло (Рахматулло Рахмонзода) (55) — таджикский врач-невролог, вице-президент Академии медицинских наук Таджикистана[199].
- Ремиджино, Линди (87) — американский легкоатлет, двукратный чемпион летних Олимпийских игр в Хельсинки (1952)[200].
- Тамарина, Нина Александровна (91) — советский и российский биолог, доктор биологических наук (1970), профессор (1976), заслуженный деятель науки Российской Федерации (1997)[201].
- Хардик, Удо (74) — германский бизнесмен, основатель бренда Gerry Weber[202].
- Харрелл-Бонд, Барбара (85) — британский археолог[203].
- Цзи Чуньхуа (57) — китайский актёр и балетмейстер-постановщик[204].

## 10 июля
- Балча, Кебеде (66) — эфиопский марафонец, серебряный призёр чемпионата мира 1983[205].
- Бенеттон, Карло (74) — итальянский бизнесмен, сооснователь и владелец дома моды и группы компаний Benetton Group[206].
- Брежнев, Андрей Юрьевич (57) — советский экономист и российский политик, внук Генерального секретаря ЦК КПСС Леонида Брежнева[207].
- Дементей, Николай Иванович (88) — советский и белорусский партийный и государственный деятель, председатель Президиума Верховного Совета БССР (1989—1990), председатель Верховного Совета БССР (1990—1991)[208].
- Кинг, Клайв (94) — британский писатель[209].
- Манн, Джессика (80) — британская писательница[210].
- Матузов, Николай Игнатьевич (89) — советский и российский правовед и педагог, доктор юридических наук, профессор, заслуженный деятель науки Российской Федерации (1995)[211].
- Моргентау, Генри (101) — американский писатель и телевизионный продюсер[212].
- Ольсен, Ян Хенри (61) — норвежский государственный деятель, министр рыболовства (1992—1996)[213].
- Регец, Юлиус (92) — словацкий оперный певец[214].
- Рота, Баттиста (85) — итальянский футболист и футбольный тренер, обладатель Кубка Италии (1962/63)[215].
- Стормер, Джон (90) — американский религиозный и антикоммунистический писатель[216].
- Суслин, Андрей Александрович (67) — советский и российский математик, лауреат премии Коула[217].
- Томан, Ладислав (83) — чехословацкий волейболист, серебряный призёр летних Олимпийских игр в Токио 1964[218].
- Ху Шэн-Чэн (77) — тайваньский экономист, министр Совета по экономическому планированию и развитию[219].

## 9 июля
- Винклер, Ханс Гюнтер (91) — немецкий спортсмен-конник, пятикратный олимпийский чемпион (1956—1964, 1972) и чемпион Германии[220].
- Вудман, Мэрион (89) — канадская писательница[221].
- Демерт, Стефан (78) — шведский певец и автор песен[222].
- Калеминцев, Леонид Евдокимович (88) — советский судостроитель, рабочий Северного машиностроительного предприятия, Герой Социалистического Труда (1974)[223]
- Каррингтон, Питер (99) — британский государственный деятель, лорд, министр иностранных дел Великобритании (1979—1982), генеральный секретарь НАТО (1984—1988)[224].
- Кумар Азад, Кави — индийский киноактёр[225].
- Ларин, Владимир Владимирович (61 или 62) — российский биолог, основатель и директор Путоранского заповедника (с 1995)[226].
- Нассен, Оливер (66) — британский композитор и дирижёр, отец оперной певицы Сони Нассен[227].
- Розинг, Ханс Павиа (70) — датский гренландский политик, депутат фолькетинга Дании[228].
- Симонян, Карен Арамович (82) — армянский прозаик, писатель-фантаст, сценарист.
- Сластников, Николай Павлович (63) — советский и российский поэт и журналист[229].
- Тромон, Мишель (81) — бельгийский политический и государственный деятель, губернатор Эно (1983—2004)[230].
- Хабачев, Лев Давидович (77) — советский и российский энергетик, профессор, доктор экономических наук, генеральный директор АО «ЛОЭСК» (2004—2008), председатель совета директоров компании «ЛОЭСК» (с 2009 года)[231].

## 8 июля
- Вандзина, Карло (67) — итальянский кинорежиссёр-комедиограф, сценарист и продюсер[232].
- Ганичев, Валерий Николаевич (84) — советский и российский писатель, журналист, общественный деятель, доктор исторических наук (1978), председатель Союза писателей России (1994—2018)[233].
- Гилзен, Алан (79) — британский футболист («Тоттенхэм»), отец футболиста Иана Гилзена[234].
- Гофман, Альберт Леонидович (80) — советский и российский флейтист, педагог, народный артист РСФСР (1989)[235].
- Дангл, Войтех (81) — словацкий военный историк и публицист[236].
- Джейкоб М. М. (90) — индийский государственный деятель, губернатор штата Мегхалая (1995—2007)[237].
- Миллс, Барри (70) — американский расист и преступник, один из лидеров «Арийского братства»[238].
- Рей, Роберт Дольф (89) — американский государственный деятель, губернатор Айовы (1969—1983)[239].
- Рэмзи, Фрэнк (86) — американский баскетболист, семикратный чемпион НБА в составе «Бостон Селтикс»[240].
- Файо, Янош (81) — венгерский художник[241].
- Таб Хантер (86) — американский актёр и певец[242].
- Шелтон, Лонни (62) — американский баскетболист, чемпион НБА (1978/1979)[243].

## 7 июля
- Гришин, Анатолий Михайлович (79) — советский и российский физик-механик, доктор физико-математических наук, заслуженный деятель науки Российской Федерации[244].
- Джонсон, Алан (81) — американский хореограф, трёхкратный лауреат премии Эмми[245].
- Зотов, Евгений Иванович (92) — советский государственный деятель, председатель Йошкар-Олинского горисполкома (1968—1981)[246].
- Лалмас, Хасен (75) — алжирский футболист[247].
- Лоу, Гарри (65) — ямайский рок-гитарист (Big Sugar)[248].
- Лукьяненко, Левко Григорьевич (89) — советский диссидент и украинский политик, один из основателей Украинской Хельсинкской группы, депутат Верховной рады Украины первого, второго, четвёртого и пятого созывов, Герой Украины (2005), лауреат Национальной премии Украины имени Тараса Шевченко (2016)[249].
- Мишель Бурбон-Пармский (92) — итальянский принц, военный, гонщик; сын принца Рене Бурбон-Пармского[250].
- Мустафаев, Фейруз Раджаб оглы (84) — азербайджанский советский партийный и государственный деятель. Герой Социалистического Труда (1981), премьер-министр (1992)[251].
- Нагарэ, Масаюки (95) — японский скульптор-модернист[252].
- Напреенко, Пётр Иванович (83) — советский и российский государственный деятель, председатель Обнинского горисполкома (1983—1990)[253].
- Саркар, Рани (86) — бангладешская киноактриса[254].
- Ханикатт, Тайлер (27) — американский баскетболист; самоубийство[255].
- Хоффман, Брет (51) — американский певец[256].
- Цветков, Юрий Дмитриевич (85) — советский и российский химикофизик, академик РАН (1997)[257].

## 6 июля
- Белоусова, Евгения Михайловна (93) — советская и российская артистка оперетты, солистка Краснодарского театра музыкальной комедии (1954—1994), заслуженная артистка РСФСР (1960)[258].
- Вегад, Амритлал (89) — индийский писатель[259].
- Гергалов, Александр Васильевич (62) — российский оперный певец (баритон), солист Мариинского театра оперы и балета (с 1991), заслуженный артист Российской Федерации (2002)[260] (о смерти стало известно в этот день).
- Грассл, Джон Фредерик (78) — американский морской биолог, лауреат медали Бенджамина Франклина (2009) и премии Японии (2013)[261].
- Илиевски, Влатко (33) — македонский рок-певец и актёр[262].
- Илия (Казанцев) (47) — архиерей Русской православной церкви, епископ Бирский и Белорецкий (с 2017 года)[263].
- Исидзака, Кимисигэ (92) — японский иммунолог, открывший аллергены класса lgE[264].
- Мартин, Винс (81) — американский фолк-певец[265].
- Монсада, Сантьяго (80) — испанский драматург, писатель и сценарист[266].
- Пешков, Сергей Фёдорович (65) — советский и российский виолончелист, педагог, художественный руководитель Екатеринбургского муниципального оркестра «B-A-C-H» (с 2000) и струнного квартета «Виртуозы Екатеринбурга», заслуженный артист Российской Федерации (1994)[267].
- Проетто-Фрау, Джузеппина (116) — итальянская долгожительница, старейшая верифицированная жительница Европы[268].
- Розье, Клиффорд (45) — американский баскетболист, выступавший в Национальной баскетбольной ассоциации[269].
- Сёко Асахара (63) — основатель и руководитель японской секты «Аум Синрикё»; казнён[270].
- Толедо Корро, Антонио (99) — мексиканский государственный деятель, губернатор Синалоа (1981—1986)[271] Архивная копия от 7 июля 2018 на Wayback Machine.

## 5 июля
- Бюде, Франсуа (77) — французский автор-исполнитель[272].
- Ганевская, Ганна Владимировна (91) — советский и российский художник по костюмам[273].
- Голод, Евгений Соломонович (82) — советский и российский математик, доктор физико-математических наук (1999), заслуженный профессор Московского университета (2011), соавтор теоремы Голода — Шафаревича[274].
- Гусева, Алла Валентиновна (61) — советский и российский искусствовед, директор Музея истории города Сочи (1974—2018)[275].
- Кнорре, Дмитрий Георгиевич (91) — советский и российский биохимик, академик РАН (1991; академик АН СССР с 1981)[276].
- Ланцман, Клод (92) — французский журналист и кинорежиссёр-документалист[277].
- Маллой, Джим (87) — американский звукорежиссёр, лауреат премии «Грэмми» (1964)[278].
- Рыжак, Николай Викторович (73) — советский и российский организатор производства, генеральный директор компании «Алтайкровля», депутат Государственной думы Российской Федерации пятого созыва (2007—2011)[279].
- Семёнова, Лилия Анатольевна (62) — российский театральный деятель, директор молодёжного театра драмы «На Фонтанке» (Санкт-Петербург) (с 2011)[280].
- Сирома, Адаму (83) — нигерийский государственный деятель, министр финансов Нигерии (1999—2003)[281] Архивная копия от 5 июля 2018 на Wayback Machine.
- Сафаров, Рубен Акопович (85) — советский и узбекский журналист, учёный, действительный член Академии наук Республики Узбекистан, заслуженный работник культуры Узбекистана[282].
- Сюффран, Мишель (86) — французский писатель[283].
- Торан, Жан-Луи (75) — французский куриальный кардинал и ватиканский дипломат, председатель Папского Совета по межрелигиозному диалогу (с 2007 года), камерленго Римско-католической церкви (с 2014 года)[284] Архивная копия от 6 июля 2018 на Wayback Machine.
- Шульц, Эдвард (62)[значимость?] — американский журналист, ведущий телеканала Russia Today[285].
- Юрьев, Олег Александрович (58) — российский писатель, поэт и драматург, переводчик, литературный критик[286].

## 4 июля
- Аджи, Букари (79) — нигерский политик и государственный деятель, премьер-министр (1996)[287].
- Аннус, Лембит Эльмарович (76) — советский и эстонский политик, первый секретарь ЦК Компартии Эстонии (на платформе КПСС) (1990—1991), член Политбюро ЦК КПСС (1991), главный редактор журнала Eesti Kommunist[288].
- Гамбургер, Эрнст (85) — бразильский физик и популяризатор науки, лауреат премии Калинги (2000)[289].
- Дирикс, Хенри (90) — бельгийский футболист, игрок сборной Бельгии[290].
- Клансье, Жорж-Эммануэль (104) — французский писатель[291].
- Куликов, Борис Иванович (86) — советский и российский хоровой дирижёр, педагог, ректор Московской государственной консерватории (1975—1990)[292].
- Кэмпейн, Кармен (58) — канадская певица[293].
- Мангахас, Рохелио (79) — филиппинский художник и поэт[294].
- Муртазалиев, Гилат Абдуллаевич (77) — советский и российский дагестанский боксер, мастер спорта СССР[295].
- Свифт, Ричард (40) — американский рок-музыкант (The Black Keys)[296].
- Субраков, Ричард Иосифович (77) — советский и российский хакасский художник[297].

## 3 июля
- Абандзуну, Пьер-Эрнест — конголезский государственный деятель (Республика Конго), министр научных исследований (2005—2007)[298].
- Баэс Мелья, Фернандо (61) — доминиканский продюсер, режиссёр и фотограф; ДТП[299].
- Бехбаханян, Джафар (115) — швейцарский долгожитель ирано-армянского происхождения, старейший неверифицированный житель Швейцарии[300].
- Востряков, Игорь Дмитриевич (79) — советский и российский карельский детский писатель[301].
- Гамзатов, Гамзат Магомедович (79)[значимость?] — советский и российский дагестанский общественный деятель, генеральный директор ОАО «Дагэнерго», председатель Общественной палаты Дагестана, президент международного фонда Расула Гамзатова[302].
- Григорян, Саркис Абрамович (64) — армянский гандболист, спортивный функционер, президент Федерации гандбола Армении (с 2002)[303].
- Диас, Алан (71) — американский фотожурналист, лауреат Пулитцеровской премии (2001)[292].
- Иванов, Михаил Владимирович (87) — советский и российский микробиолог, академик РАН (1991; академик АН СССР с 1987)[304].
- Мартр, Анри (90) — французский авиационный инженер, руководитель Генеральной дирекции по вооружению (1977—1983), генеральный директор Aérospatiale (1983—1992)[305].
- Мюллер, Робби (78) — нидерландский кинооператор.
- Находкин, Николай Григорьевич (93) — советский и украинский физик, академик НАН Украины (1990)[306].
- Орлов, Борис Георгиевич (73) — советский и российский тренер по спортивной гимнастике[307].
- Смит, Брэдфорд (86) — американский астроном, первооткрыватель спутника Урана Бианка (1986)[308].
- Суханов, Геннадий Иванович (96) — советский и российский театральный деятель, директор БДТ имени Г. А. Товстоногова (1979—1996)[309].
- Чхеидзе, Нино Викторовна (99) — советская и грузинская актриса театра и кино, артистка Тбилисского театра драмы имени Котэ Марджанишвили[310].

## 2 июля
- Батлер, Генри (69) — американский джазовый пианист[311].
- Бурешова, Дагмар (88) — чешский государственный деятель, министр юстиции Чехии (1989—1990), председатель Народного собрания Чехии (1990—1992)[312].
- Иса, Мухаммад (69) — тринидадский футболист и футбольный тренер[313].
- Кравченко, Леонид Петрович (80) — советский и российский журналист, главный редактор газеты «Труд» (1980—1985), председатель Гостелерадио СССР (1990—1991)[314].
- Леметр, Морис (92) — французский художник, один из основателей леттризма, ближайший соратник Исидора Изу[315].
- Лиу Боли (87) — китайский ядерный химик[316].
- Лонгмьюир, Алан (70) — британский рок-музыкант (Bay City Rollers)[317].
- Митчисон, Денис (98) — британский бактериолог[318].
- Надкарми, Джаянт (86) — индийский военный деятель, начальник военно-морского штаба, адмирал (1987—1990)[319].
- Саркисян, Надежда (64) — советская и армянская эстрадная певица, заслуженная артистка Армении (2010), мать эстрадной певицы Эммы Беджанян[320].
- Сейфарт, Анхель Роберто (76) — парагвайский государственный деятель, вице-президент Парагвая (1993—1998)[321].
- Уотроус, Билл (79) — американский джазовый тромбонист[322].
- Фроман-Мёрис, Анри (95) — французский дипломат, Чрезвычайный и Полномочный Посол Франции в CCCP (1979—1981)[323].
- Халезин, Александр Павлович (67) — советский и российский юрист, прокурор Кемеровской области (2000—2012); самоубийство[324].
- Черна, Эмма (81) — чешская актриса театра и кино[325].
- Эллис, Ричард (71) — американский математик[326].

## 1 июля
- Армандо (Герман Дирк ван Додеверд) (88) — нидерландский поэт и художник[327].
- Димитров, Божидар (72) — болгарский общественный и политический деятель, профессор, директор Национального исторического музея Болгарии, министр по делам болгарской диаспоры за рубежом, публицист[328].
- Кардарелли, Амос (88) — итальянский футболист, участник Летних олимпийских игр (1952)[329].
- Корбье, Франсуа (73) — французский автор-исполнитель[330].
- Линн, Джиллиан (92) — британская балерина и хореограф[331].
- Лозовая, Ольга Олеговна (46) — российская артистка оперетты, солистка Санкт-Петербургского театра музыкальной комедии (с 1999), заслуженная артистка Российской Федерации (2005)[332].
- Петрис, Джанфранко (81) — итальянский футболист («Фиорентина», «Лацио»), обладатель Кубка Италии (1961)[333].
- Фиглер, Дик (79) — американский журналист, драматург и телеведущий, лауреат Премии Пибоди (1991)[334].
- Финта, Ласло (84) — венгерский дизайнер-конструктор, один из создателей автобуса Ikarus[335].
- Харт, Джулиан Тюдор (91) — британский врач и исследователь, автор обратного закона здравоохранения Харта[336] Архивная копия от 2 июля 2018 на Wayback Machine.
- Хиллман, Гордон (74) — британский археолог[337].